# Kostrzyn nad Odrą
Kostrzyn nad Odrą (en alemán: Küstrin) es una ciudad de la Polonia occidental situada en la confluencia de los ríos Óder y Varta, y en la frontera con Alemania. Localizada en el Distrito de Gorzów, dentro del Voivodato de Lubusz, hacia 2007 tenía una población de 19.952 habitantes.

## Historia
Originalmente fue poblada por población alemana y conocida como Küstrin o Cüstrin. En 1232 la fortaleza de Kosterin aparece mencionada por primera vez en un texto. A partir del siglo XVIII se convirtió en una importante fortaleza militar del Reino de Prusia, llegando a ser en 1730 el lugar de encarcelamiento del futuro rey Federico el Grande. Estuvo en poder francés, desde 1808 hasta el 20 de marzo de 1814, cuando fue retomada por los prusianos tras un largo asedio de un año. 
Al comienzo de la Segunda Guerra Mundial la ciudad contaba con una población de 24.000 habitantes, aunque se vio afectada por los bombardeos aliados contra las instalaciones ferroviarias y las factorías locales. En las últimas semanas de la contienda, la fortaleza fue testigo de fuertes combates entre el Ejército Rojo y las fuerzas alemanas que la defendían. Las últimas tropas de la Wehrmacht se rindieron a las fuerzas soviéticas el 11 de marzo (otras fuentes señalan el 29 de marzo) de 1945. Como resultado, buena parte de la Ciudad vieja de Küstrin resultó completamente destruida y no fue reconstruida. Posteriormente, la población alemana que todavía permanecía en la ciudad fue expulsada por las nuevas autoridades polacas.
Tras la Conferencia de Potsdam y la adopción de la línea Oder-Neisse como nueva frontera, la antigua ciudad quedó dividida en dos municipios separados: "Kostrzyn nad Odrą" en la zona polaca, y "Küstriner Vorland", un antiguo suburbio occidental, en Alemania.
Desde 2004 Kostrzyn ha venido acogiendo anualmente el festival de música rock Przystanek Woodstock.

## Habitantes destacados
Alemanes
- Kaspar von Barth (1587-1658), filólogo;
- Philipp von Stosch (1691-1757), anticuario;
- Alfred von Tirpitz (1849-1930), gran almirante;
- Fedor von Bock (1880-1945), mariscal de campo;
- Gerhard Matzky (1894–1983), general;

Polacos
- Dariusz Dudka (1983-), jugador de fútbol;
- Grzegorz Wojtkowiak (1984-), jugador de fútbol;
- Łukasz Fabiański (1985-), portero del Arsenal FC;

## Ciudades hermanadas
Kostrzyn nad Odrą está hermanada con:
| - Sambir, Ucrania - Spandau, Alemania |